# El Tuma - La Dalia
El Tuma - La Dalia är en kommun (municipio) i Nicaragua med 67 510 invånare (2012). Den ligger nordost om Matagalpa i den centrala delen av landet, i departementet Matagalpa. El Tuma - La Dalia är en bergig jordbruksbygd med omfattande kaffeproduktion och boskapsskötsel.

## Geografi
El Tuma - La Dalia gränsar till kommunerna Jinotega och El Cuá i norr, Rancho Grande och Matiguás i öster, San Ramón i söder samt Matagalpa i väster. Kommunen är bergig, med ett fuktigt klimat i El Tuma-flodens dalgång som ligger runt 300 meter över havet, och ett torrare klimat uppe i de barrskogsbeväxta bergssluttningarna som ligger mer än 700 meter över havet.

## Natur
El Tuma - La Dalia har en väl utvecklad ekoturism med en fin flora och fauna, ekohotell, vandringsleder, ridning och små vattenfall.

## Historia
Kommunen började befolkas på allvar på 1920-talet när det byggdes en slingrande väg från Matagalpa till El Tuma. Dessförinnan hade bygden endast haft en det utspridda byar, men med vägen flyttade ett antal familjer in från Matagalpa för att bygga upp kaffegårdar. På 1960-talet flyttade ett antal familjer längre in i landet till La Dalia.
År 1989 blev området en självständig kommun, med La Dalia som centralort. Kommunen fick dock sitt namn efter båda tätorterna i kommunen. Den nya kommunen fick sitt territorium från Matagalpa och San Ramón.

## Religion
Kommunens festdag är den 19 mars till minne av Sankt Josef från Nasaret.